# Higer

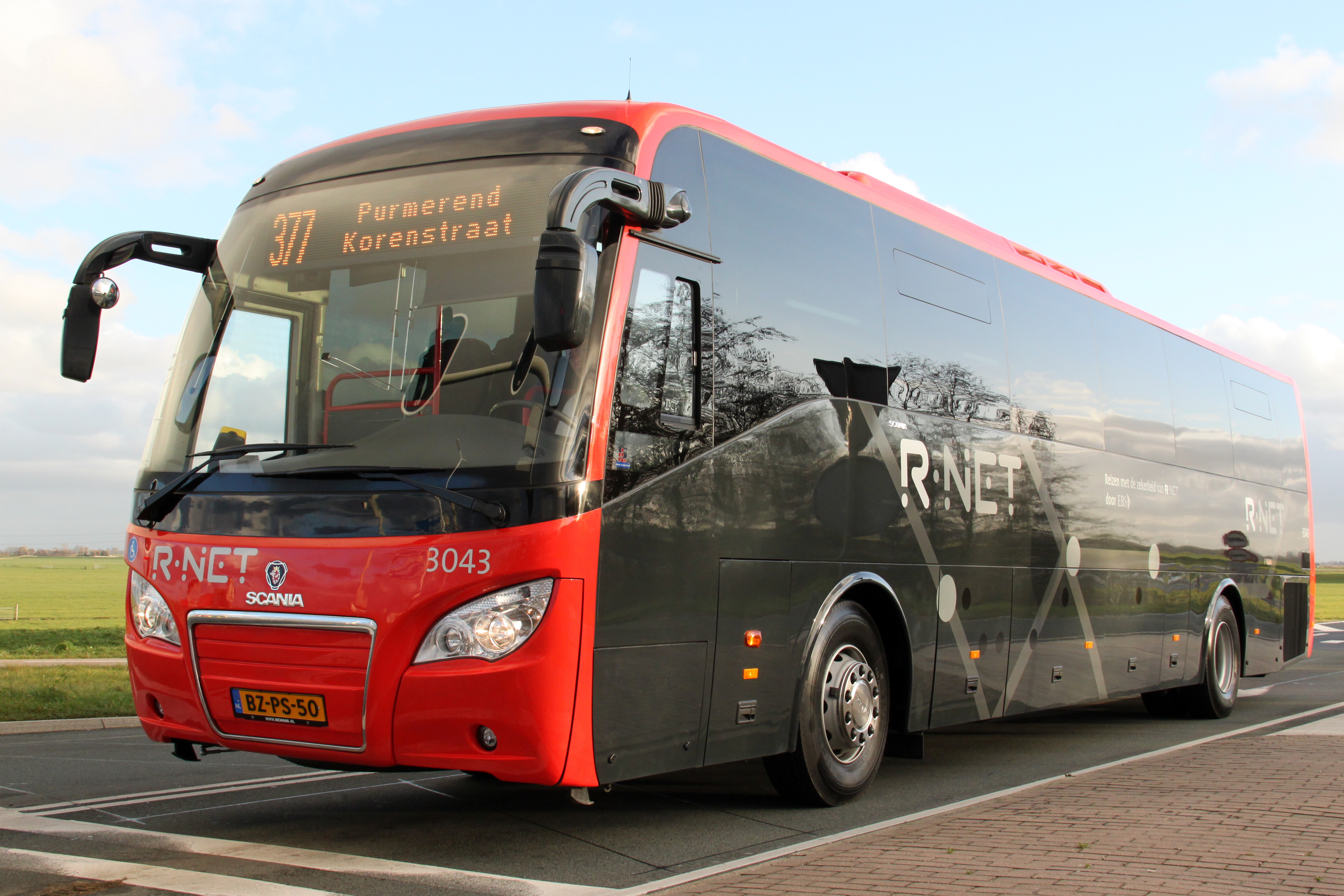
Scania Higer A30 i Amsterdam

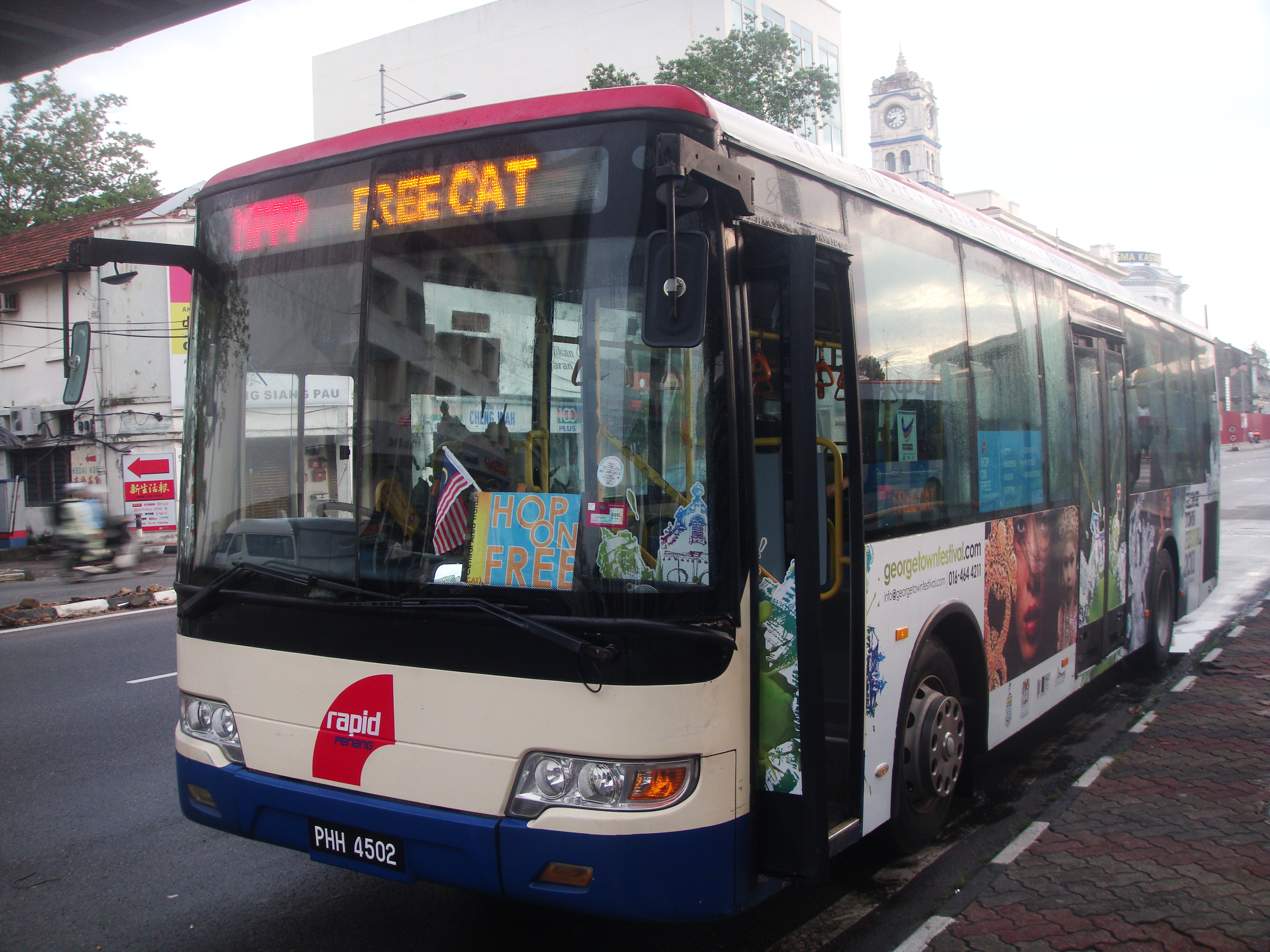
Higer-buss i Penang, Malaysia

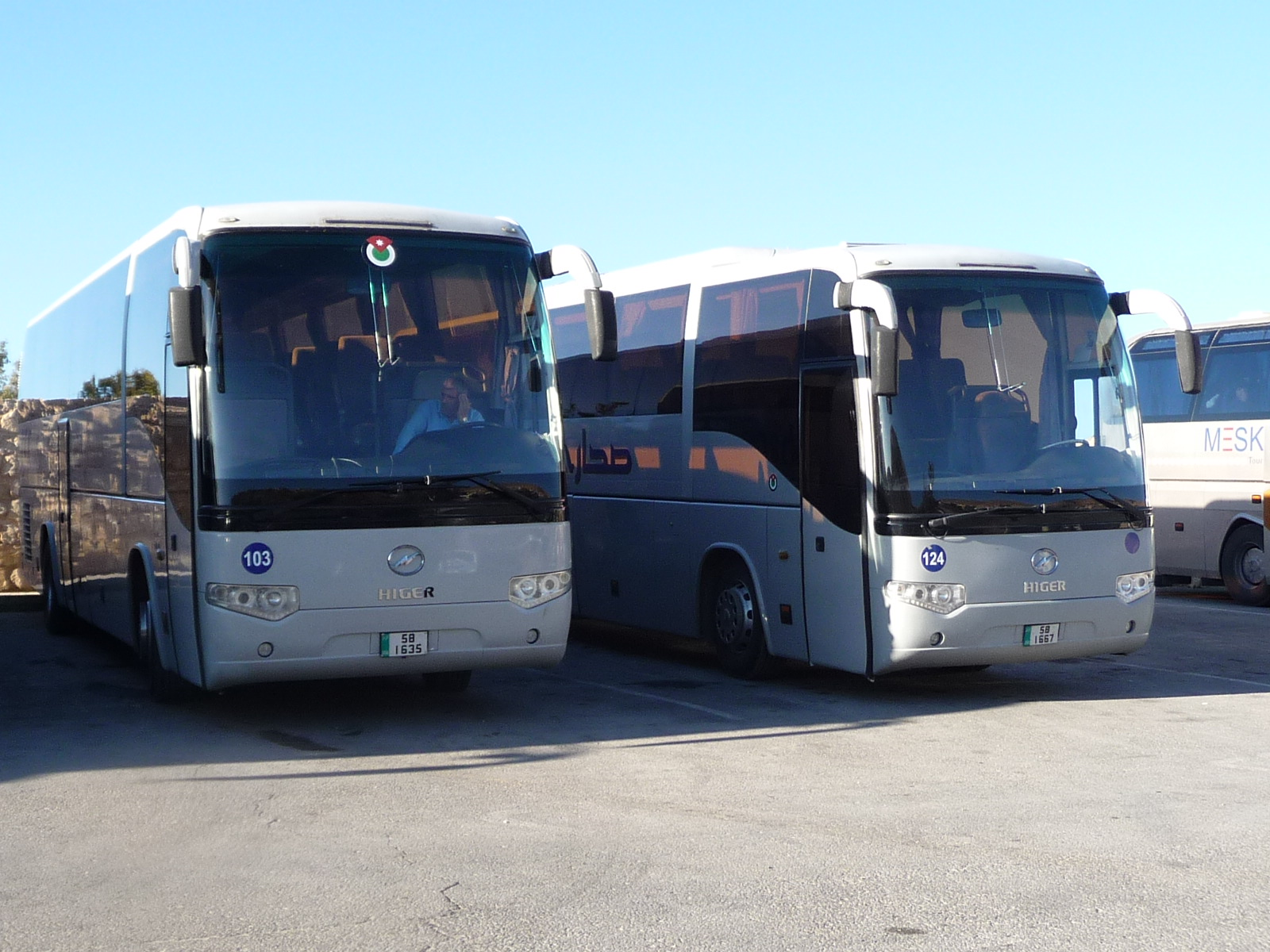
Higer-bussar i Jordanien.

Higer (kinesiska: 海格?, pinyin: hǎigé) är en kinesisk busstillverkare grundad 1998. Företaget, med  3 500  anställda, har sitt huvudkontor i Suzhou. Produktionskapaciteten är omkring 22 000 bussar per år som exporteras till 65 länder i Sydostasien, Mellanöstern, Afrika, Ryssland, Östeuropa och Amerika.
Den 8 september 2016 utnämnde finansministeriet fem typiska problemföretag inklusive GMC, Suzhou Jinlong, Wuzhoulong, Chery Wanda och Shaolin Bus i en särskild inspektion av subventionsmedel för främjande och tillämpning av nya energifordon. Bland dem har Suzhou Jinlong 1 683 nya energifordon och 520 miljoner yuan i subventionsfonder under 2015, och blev den "subventionsbedragare" med de högsta illegala fordonen och beloppet. I meddelandet angavs att det statliga bidraget på 520 miljoner yuan kommer att dras in och Suzhou Jinlong kommer att bötfällas med 260 miljoner yuan.